# Stéphane Tempier
Stéphane Tempier (Gap, 5 maart 1986) is een Frans mountainbiker.

## Carrière
In 2004 werd Carod tweede op het wereldkampioenschap crosscountry voor junioren. Tijdens de Wereldkampioenschappen mountainbike van 2019 werd hij derde op de crosscountry. Hij heeft in 2012 deelgenomen aan de Olympische Zomerspelen in Londen waar hij een elfde plaats behaalde in de mountainbike wedstrijd.

## Overwinningen

### Mountainbike
| Seizoen      | Wereldbeker | OS         | WK              | EK         | FK         | Overige                  | Totaal aantal zeges |
| Als Junior   | Als Junior  | Als Junior | Als Junior      | Als Junior | Als Junior | Als Junior               | Als Junior          |
| ------------ | ----------- | ---------- | --------------- | ---------- | ---------- | ------------------------ | ------------------- |
| 2004         |             | NVT        | Zilver          | 4e         |            |                          | 0                   |
|              |             |            |                 |            |            |                          |                     |
| Totaal       | 0           | 0          | 0               | 0          | 0          | 0                        | 0                   |
| Als Beloften |             |            |                 |            |            |                          |                     |
| 2005         |             | NVT        | 30e             | 12e        | Brons      | Montgenèvre              | 1                   |
| 2006         |             | NVT        | 4e              | 5e         | Goud       | Bourg d'Oisans           | 2                   |
| 2007         |             | NVT        | 27e             | 7e         | Goud       |                          | 1                   |
| 2008         |             | NVT        | 5e              | Zilver     |            |                          | 0                   |
|              |             |            |                 |            |            |                          |                     |
| Totaal       | 2           | 0          | 0               | 0          | 2          | 2                        | 4                   |
| Als Elite    |             |            |                 |            |            |                          |                     |
| 2005         |             | NVT        | Teamrelay       |            |            |                          | 0                   |
| 2006         |             | NVT        |                 | Teamrelay  |            |                          | 0                   |
| 2007         |             | NVT        |                 |            |            |                          | 0                   |
| 2008         |             | –          |                 |            |            |                          | 0                   |
| 2009         |             | NVT        | 12e             | —          |            |                          | 0                   |
| 2010         |             | NVT        | 15e             |            | Brons      | Vermiglio                | 1                   |
| 2011         |             | NVT        | 30e             | 38e        | Brons      |                          | 0                   |
| 2012         |             | 11e        | 9e              | 11e        | Zilver     | Rans, Messines           | 2                   |
| 2013         |             | NVT        | 9e              |            |            |                          | 0                   |
| 2014         |             | NVT        | 40e             | 12e        | · marathon |                          | 0                   |
| 2015         |             | NVT        | 15e             | 8e         |            | Agios Tychon             | 1                   |
| 2016         |             | –          | 5e 22e marathon | 26e        | Brons      | Nalles, Méribel, Salamia | 3                   |
| 2017         |             | NVT        | 15e             | 5e         | Brons      | Maser                    | 1                   |
| 2018         |             | NVT        | 11e             | 6e         |            |                          | 0                   |
| 2019         |             | NVT        | ↑               |            |            | Ötztaler, Nalles         | 2                   |
| 2020         |             | NVT        |                 | 26e        |            |                          | 0                   |
| 2021         |             |            |                 |            |            |                          | 0                   |
|              |             |            |                 |            |            |                          |                     |
| Totaal       | 0           | 0          | 0               | 0          | 0          | 10                       | 10                  |